# 二升石駅
二升石駅（にしょういしえき）は、かつて岩手県下閉伊郡岩泉町二升石字下和見に存在した、東日本旅客鉄道（JR東日本）岩泉線の駅である。同線の廃線により、2014年（平成26年）3月31日の営業をもって廃止となった。

## 歴史
- 1972年（昭和47年）2月6日：開業[1]。
- 1987年（昭和62年）4月1日：国鉄分割民営化により、東日本旅客鉄道の駅となる[1]。
- 2010年（平成22年）
  - 7月31日：災害により、岩泉線が不通となる。
  - 8月2日：代行バスによる運行開始。ただし当駅は通過。
  - 8月17日：代行バスが当駅に停車するようになる。
- 2014年（平成26年）4月1日：岩泉線の全線廃止に伴い、廃駅となる[2][3]。

## 駅構造
単式ホーム1面1線を有する地上駅であった。ホームは築堤上にあり、階段を下りると待合所があった。無人駅で、茂市駅が管理していた。

## 駅周辺
- 二升石集学校（旧岩泉町立二升石小学校）
- 二升石バス停
  - JRバス 早坂高原線
  - 岩泉町民バス 大川・釜津田線、国境・上荒沢口線
  - 東日本交通 岩泉茂市線（岩泉線廃止代替バス）

## 隣の駅
東日本旅客鉄道（JR東日本）
■岩泉線
浅内駅 - 二升石駅 - 岩泉駅